# Кельтология
Кельтология (греч. κελτοι «кельты») — раздел индоевропейской филологии, занимающийся изучением кельтских языков и литературы, а также фольклора и культуры кельтских народов.

## Известные кельтологи
- Цейс, Иоганн Каспар
- Ллуйд, Эдвард
- Вандриес, Жозеф
- Д'Арбуа де Жубэнвиль, Анри
- Мейер, Куно
- Покорный, Юлиус
- Стоукс, Уитли
- Турнейзен, Рудольф
- Уильямс, Ивор
- Калыгин, Виктор Павлович
- Смирнов, Александр Александрович
- Сьёстедт, Мария-Луиза
- Педерсен, Хольгер
- О’Шей, Наталья Андреевна
- Кондратьев, Алексей[англ.] (1949—2010)